# Gün Temür Khan
Khôn Thiếp Mộc Nhĩ Hãn (Gün Temür Khan) là một Khả hãn nhà Bắc Nguyên ở Mông Cổ (tiếng Mông Cổ: Гүнтөмөр хаан, 1377-1402). Gün Temür là con trai cả của Elbeg Nigülesügchi Khan. Ông cai trị từ năm 1400 đến năm 1402. Tên của ông, Gün Temür, có nghĩa là "Sắt (trí tuệ) dày" trong tiếng Mông Cổ.

## Trị vì
Trong nỗ lực củng cố quyền kiểm soát của mình đối với quốc gia Qara Del ở Hami, Khả hãn đã sát hại Engke-Temur, người đã liên minh với nhà Minh. Năm 1402, ông bị Gulichi (có thể là cùng với giới quý tộc Arughtai) đánh bại, và sau đó đã giết ông để cướp ngôi. Sáu năm sau khi chết, ngôi Khả hãn của ông đã được người em trai Öljei Temür Khan Bunyashiri kế nhiệm.